# Манана Шапакідзе
Манана Шапакідзе (нар. 14 вересня 1989) — колишня грузинська тенісистка.
Найвищу одиночну позицію світового рейтингу — 382 місце досягла 17 травня 2010, парну — 331 місце — 19 липня 2010 року.
Здобула 3 одиночні та 3 парні титули туру ITF.

## Фінали ITF

### Одиночний розряд: 5 (3–2)
| Легенда          |
| ---------------- |
| Турніри $100,000 |
| Турніри $75,000  |
| Турніри $50,000  |
| Турніри $25,000  |
| Турніри $10,000  |

| Фінали за покриттям |
| ------------------- |
| Тверде (3–1)        |
| Ґрунт (0–1)         |
| Трава (0–0)         |
| Килим (0–0)         |

| Результат | Ранг | Дата            | Турнір                   | Покриття   | Суперниця            | Рахунок          |
| --------- | ---- | --------------- | ------------------------ | ---------- | -------------------- | ---------------- |
| Поразка   | 1.   | 12 вересня 2005 | ITF Тбілісі, Джорджія    | Ґрунт      | Маргаліта Чахнашвілі | 2–6, 1–6         |
| Перемога  | 1.   | 24 травня 2008  | ITF Raanana, İsrael      | Тверде     | Ейріні Георгату      | 2–6, 7–6(5), 6–1 |
| Перемога  | 2.   | 1 червня 2009   | ITF Тель-Авів, Ізраїль   | Тверде     | Sophie Cornerotte    | 6–2, 1–6, 7–5    |
| Поразка   | 2.   | 11 липня 2009   | ITF Газіантеп, Туреччина | Тверде     | Магалі де Латтре     | 6–7(3), 3–6      |
| Перемога  | 3.   | 12 квітня 2010  | ITF Астана, Казахстан    | Тверде (i) | Daria Kuchmina       | 6–7(4), 6–1, 6–4 |

### Парний розряд: 8 (3–5)
| Легенда          |
| ---------------- |
| Турніри $100,000 |
| Турніри $75,000  |
| Турніри $50,000  |
| Турніри $25,000  |
| Турніри $10,000  |

| Фінали за покриттям |
| ------------------- |
| Тверде (2–1)        |
| Ґрунт (1–3)         |
| Трава (0–0)         |
| Килим (0–1)         |

| Результат | Ранг | Дата            | Турнір                        | Покриття | Партнерка             | Суперниці                               | Рахунок             |
| --------- | ---- | --------------- | ----------------------------- | -------- | --------------------- | --------------------------------------- | ------------------- |
| Поразка   | 1.   | 14 серпня 2007  | ITF Білефельд, Німеччина      | Ґрунт    | Леоні Мекел           | Даєнн Голландс Каді Пулер               | 2–6, 4–6            |
| Перемога  | 1.   | 10 вересня 2007 | ITF Тбілісі, Джорджія         | Ґрунт    | Августа Цибишева      | Тінатін Кавлашвілі Сопія Шапатава       | 6–1, 1–6, [10–8]    |
| Перемога  | 2.   | 24 травня 2008  | ITF Ra'anana, Ізраїль         | Тверде   | Юлія Глушко           | Чен Астрого Марселла Кук                | 7–5, 6–7(5), [10–6] |
| Поразка   | 2.   | 13 серпня 2008  | ITF Лондон, Велика Британія   | Тверде   | Мартіна Бабакова      | Меган Мултон-Леві Емілі Веблі-Сміт      | 1–6, 1–6            |
| Перемога  | 3.   | 20 липня 2009   | ITF Стамбул, Туреччина        | Тверде   | Пемра Озген           | Софія Квацабая Августа Цибишева         | 6–2, 6–2            |
| Поразка   | 3.   | 7 вересня 2009  | ITF Казале-Монферрато, Італія | Ґрунт    | Anastasia Mukhametova | Valentine Confalonieri Бенедетта Давато | 6–3, 3–6, 4–6       |
| Поразка   | 4.   | 21 вересня 2009 | ITF Телаві, Джорджія          | Ґрунт    | Татія Мікадзе         | Хаєнне Евейк Марлот Медденс             | 2–6, 4–6            |
| Поразка   | 5.   | 28 вересня 2009 | ITF Тбілісі, Джорджія         | Килим    | Татія Мікадзе         | Река Луца Яні Вероніка Капшай           | 5–7, 6–0, [8–10]    |

## Участь у Кубку Федерації

### Парний розряд
| Розіграш                                         | Дата           | Місце              | Супротивник | Покриття | Партнерка      | Суперниці                       | W/L | Рахунок          |
| ------------------------------------------------ | -------------- | ------------------ | ----------- | -------- | -------------- | ------------------------------- | --- | ---------------- |
| Кубок Федерації 2009 Europe/Africa Zone Group II | 23 квітня 2009 | Анталія, Туреччина | Туреччина   | Тверде   | Сопія Шапатава | Меліс Сезер Іпек Шенолу         | W   | 6–3, 6–7(4), 6–4 |
| Кубок Федерації 2009 Europe/Africa Zone Group II | 25 квітня 2009 | Анталія, Туреччина | Латвія      | Тверде   | Сопія Шапатава | Ліга Декмеєре Діана Марцинкевич | L   | 1–6, 2–6         |